# 盎格鲁-撒克逊模式
盎格鲁-撒克逊模式（英語：Anglo-Saxon model）、盎格鲁-撒克逊经济或盎格鲁-撒克逊资本主义（Anglo-Saxon capitalism），是一种资本主义经济模式，因率先在英国、美国、加拿大等英語系國家施行而得名。

## 内容
- 较低的市场监管
- 较低的税收标准
- 较少的政府权利

## 质疑
在2008年金融海啸过后，许多人对此模式发生了质疑。